# 有效成分
有效成分（active ingredient）又称活性成分，是药物或杀虫剂中具有生物活性的成分。在药学领域中称为活性药物成分（active pharmaceutical ingredient，API）或原料药（bulk drug）；若是天然产物，则常称为活性物质（active substance）。
制药界的原料药，由化学合成、植物提取或者生物技术所制备，但病人无法直接服用的物质，一般再经过添加辅料、加工，制成可直接使用的药物。
目前中国和印度为两个主要原料药生产国。
出口到欧洲的原料药须通过COS/EDMF认证，出口到美国的原料药须通过DMF认证，日韩等国家也有一些类似的认证。